# Thierville-sur-Meuse
 Thierville-sur-Meuse  es una localidad y comuna de Francia, en la región de Lorena, departamento de Mosa, en el distrito de Verdún y cantón de Charny-sur-Meuse.
Su población en el censo de 1999 era de 2.748 habitantes.
Está integrada en la Communauté de communes de Verdun.

## Demografía
| 2274 | 2456 | 2158 | 2699 | 2795 | 2748 |
| Para los censos de 1962 a 1999 la población legal corresponde a la población sin duplicidades (Fuente: INSEE [Consultar]) |      |      |      |      |      |